# Pyrus hakkiarica
Pyrus hakkiarica är en rosväxtart som beskrevs av Kasimierz Browicz. Pyrus hakkiarica ingår i släktet päronsläktet, och familjen rosväxter. Inga underarter finns listade i Catalogue of Life.